# 帕萊斯蒂納縣
1°38′S 79°59′W / 1.633°S 79.983°W
帕萊斯蒂納縣（西班牙語：Cantón Palestina），是厄瓜多爾的縣份，位於該國中部，由瓜亞斯省負責管轄，面積194平方公里，始建於1988年7月25日，2001年人口14,067，人口密度每平方公里72.51人。